# Torbjörn Gyllebring
Torbjörn "Tobbe" Gyllebring, född 1981, är en svensk ultralöpare, bosatt i Stockholm. Han är tidigare svensk rekordhållare i 24-timmarslöpning med 272 km och svensk mästare i 24-timmarslöpning 2023 och 2024. Han har representerat Sverige på EM och VM och var även den svensk som sprungit flest varv på Backyard Ultra sedan han sprang 69 varv på Big Dog's Backyard Ultra 2023. Rekordet har sedan slagits av Niklas Sjöblom (81 varv).